# Russell Thacher Trall
Russell Thacher Trall (Vernon, 5 agosto 1812 – Florence, 23 settembre 1877) è stato un medico riformatore statunitense, considerato uno dei pionieri e uno dei principali teorici dell'igiene naturale.

## Biografia
Ancora bambino la famiglia si trasferì nella parte occidentale dello Stato di New York e molti anni lavora in una fattoria. Nel 1840, dopo aver studiato medicina, inizia a fare pratica stabilendosi nella città di New York, dove si specializza in idropatia. Nel 1843 fonda uno stabilimento nella città per i trattamenti idropatici e nel 1853, adiacente a esso, una scuola di medicina, a cui potevano accedere entrambi i sessi, la quale nel 1857 sarà chiamata università igieo-terapeutica di New York (Hygieo-Therapeutic College). Trasferitosi a Florence (New Jersey) diventa redattore del New York Organ (una rivista settimanale della temperanza), e della rivista trimestrale Hydropathic Review. Dal 1845 al 1848 fu curatore di riviste di medicina e autore di molte pubblicazioni.
Nel 1860 Trall pubblica un opuscolo sui "Principi della Igieo-terapia".
Nell'aprile del 1862 Trall fa espressa richiesta di personale, senza distinzione di sesso, onde creare una "Associazione Igienista Nazionale" per la formazione di praticanti specialisti in igiene naturale. Nello stesso anno Trall fa una epocale conferenza al Smithsonian Institute di Washington e in molte altre città.

## Esperienza medica e igienista
Negli Stati Uniti del XIX secolo, i dottori regolari, ovvero i cosiddetti allopatici, venivano accusati di ciarlataneria. Russell Trall, fautore del vegetarianismo, fu tra i più importanti attivisti che si opponevano alla terapia a base di farmaci. Influenzato da Sylvester Graham e Isaac Jennings, anche Trall viene pensava che il corpo fosse governato da leggi naturali originanti da Dio e verificabili con l'osservazione. Allorquando queste leggi venissero ad essere infrante, la malattia e la morte sarebbero state inevitabili. Una di queste leggi prescriveva una dieta frugivora. Trall era convinto che i farmaci danneggiassero il corpo, in quanto essi non agiscono sul corpo ma, viceversa, il corpo si trova costretto ad agire su di loro. Trall pensa perciò che i medici (allopatici), con le loro prescrizioni farmacologiche, non fanno altro che sopprimere i sintomi senza rimuovere le cause. Come esperto allopatico, Trall aveva osservato pazienti che miglioravano e/o si rimettevano in salute senza l'uso di farmaci e pazienti che usandoli invece peggioravano. Inoltre, il corpo del paziente traeva giovamento quando veniva prescritto riposo, dieta vegetariana, massaggi e idroterapia.
Le teorie di Trall in merito alla medicina lo portarono al vegetarianismo e alla vicepresidenza della American Vegetarian Society. Come altri vegetariani dell'epoca, aborriva le crudeltà verso gli animali.
Nel XX secolo, Herbert Shelton studia e poi amplia il lavoro di Trall, noto oggi come igiene naturale.

## Opere
- Hydropathic Encyclopedia (New York, 1852)
- New Hydropathic Cook-Book (1854)
- Prize Essay on Tobacco (1854)
- Uterine Diseases and Displacements (1855)
- Home Treatment for Sexual Abuses
- The Alcoholic Controversy (1856)
- The Complete Gymnasium (1857)
- Illustrated Family Gymnasium (1857)
- Diseases of the Throat and Lungs (1861)
- Diphtheria (1862)
- Pathology of the Reproductive Organs (1862)
- The True Temperance Platform, or an Exposition of the Fallacy of Alcoholic Medication (1864-'6)
- Hand-Book of Hygienic Practice (1865)
- Sexual Physiology (1866)
- Water-Cure for the Million (1867)
- Digestion and Dyspepsia (1874)
- The Human Voice (1874)
- Popular Physiology (1875)